# Episodi di Dharma & Greg (quarta stagione)
La quarta stagione della serie televisiva Dharma & Greg, composta da 24 episodi, è stata trasmessa per la prima volta negli Stati Uniti da ABC tra il 10 ottobre 2000 e il 22 maggio 2001.
In Italia è stata trasmessa in prima visione su Italia 1 dal 9 settembre all'11 ottobre 2002.
| nº | Titolo originale               | Titolo italiano               | Prima TV USA     | Prima TV Italia   |
| -- | ------------------------------ | ----------------------------- | ---------------- | ----------------- |
| 1  | Mother and Daughter Reunion    | Sbagliando s'impara           | 10 ottobre 2000  | 9 settembre 2002  |
| 2  | Love, Honor & Olé!             | Amore, onore e olé            | 24 ottobre 2000  | 10 settembre 2002 |
| 3  | Playing the Field              | Kitty all'attacco             | 31 ottobre 2000  | 11 settembre 2002 |
| 4  | Hell No, Greg Can't Go         | Tare militari                 | 14 novembre 2000 | 12 settembre 2002 |
| 5  | Midwife Crisis                 | Emergenza ostetrica           | 21 novembre 2000 | 13 settembre 2002 |
| 6  | Sleepless in San Francisco     | Notti insonni                 | 28 novembre 2000 | 16 settembre 2002 |
| 7  | Mad Secretaries and Englishmen | Tutto sesso non siamo inglesi | 5 dicembre 2000  | 17 settembre 2002 |
| 8  | Charma Loves Greb              | Charma ama Greb               | 12 dicembre 2000 | 18 settembre 2002 |
| 9  | Boxing Dharma                  | Dharma sul ring               | 19 dicembre 2000 | 19 settembre 2002 |
| 10 | Dutch Treat                    | Le modelle di Pete            | 9 gennaio 2001   | 23 settembre 2002 |
| 11 | The Box                        | Il segreto di Greg            | 16 gennaio 2001  | 24 settembre 2002 |
| 12 | Let's Get Fiscal               | Avvocato delle cause perse    | 30 gennaio 2001  | 25 settembre 2002 |
| 13 | Educating Dharma (1)           | Lezioni private (1ª parte)    | 6 febbraio 2001  | 26 settembre 2002 |
| 14 | Educating Dharma (2)           | Lezioni private (2ª parte)    | 13 febbraio 2001 | 27 settembre 2002 |
| 15 | Dharma Does Dallas             | Dharma fa Dallas              | 20 febbraio 2001 | 30 settembre 2002 |
| 16 | Judy & Greg                    | Fantasmi del passato          | 13 marzo 2001    | 1 ottobre 2002    |
| 17 | Do the Hustle                  | La dea del biliardo           | 27 marzo 2001    | 2 ottobre 2002    |
| 18 | For Pete's Sake                | Studio legale Dharma e Pete   | 3 aprile 2001    | 3 ottobre 2002    |
| 19 | Kitty Dearest                  | Questione di stile            | 10 aprile 2001   | 4 ottobre 2002    |
| 20 | The Story of K                 | La storia di K                | 24 aprile 2001   | 7 ottobre 2002    |
| 21 | Pride & Prejudice              | Calypso e banane              | 1 maggio 2001    | 8 ottobre 2002    |
| 22 | How This Happened              | Naso Rosso Pollice Verde      | 8 maggio 2001    | 9 ottobre 2002    |
| 23 | The End of the Innocence (1)   | La Lettera (1ª parte)         | 15 maggio 2001   | 10 ottobre 2002   |
| 24 | The End of the Innocence (2)   | La Lettera (2ª parte)         | 22 maggio 2001   | 11 ottobre 2002   |

## Sbagliando s'impara
- Titolo originale: Mother and Daughter Reunion
- Diretto da: Asaad Kelada
- Scritto da: Susan Beavers (sceneggiatura), Rachel Sweet (sceneggiatura), Chuck Lorre (soggetto) e Bill Prady (soggetto)

### Trama
I piani di Abby per il nuovo bambino sconcertano Dharma, perché l'ammissione di Abby di aver commesso errori con Larry nell'educazione di Dharma – come lasciare che Timothy Leary facesse da babysitter – minaccia i ricordi idilliaci della sua infanzia. Quando la gravidanza di Abby è minacciata da complicazioni, Dharma si sente intimamente responsabile, finché una visita dello spirito del suo defunto amico George non la rimette in riga. Nel frattempo, i consigli di Greg aiutano Pete e Jane a fare una mossa per riparare il loro matrimonio in rovina: annunciano il divorzio.
- Ascolti USA: 18 460 000 telespettatori[24]

## Amore, onore e olé
- Titolo originale: Love, Honor & Olé!
- Diretto da: Robert Berlinger
- Scritto da: Bill Prady (sceneggiatura), Don Foster (sceneggiatura), Chuck Lorre (soggetto) e Jenna Bruce (soggetto)

### Trama
Dharma cerca di riconnettersi con la sua vecchia vita organizzando un folle viaggio in Messico con le amiche. Quando Greg decide di unirsi al viaggio, le amiche di Dharma non sono per niente contente. Nel frattempo, Larry trova un lavoro come guardia di sicurezza notturna nell'azienda di Edward per ottenere l'assicurazione medica per il bambino.
- Ascolti USA: 10 280 000 telespettatori[25]

## Kitty all'attacco
- Titolo originale: Playing the Field
- Diretto da: Gail Mancuso
- Scritto da: Sid Youngers (sceneggiatura), Jenna Bruce (sceneggiatura), Don Foster (soggetto), Julie Larson (accreditata come Julie Ann Larson) (soggetto)

### Trama
Greg commette fallo nella squadra di softball New Age della moglie, mentre Dharma scopre che Edward si sta facendo notare in città con una nuova signora. Kitty sospetta che Edward abbia una relazione con quella donna.
- Ascolti USA: 10 900 000 telespettatori[26]

## Tare militari
- Titolo originale: Hell No, Greg Can't Go
- Diretto da: J.D. Lobue
- Scritto da: Susan Beavers (sceneggiatura), Eddie Gorodetsky (sceneggiatura) e Bob Dolan Smith (soggetto)

### Trama
Scoppia una piccola guerra quando Dharma organizza una protesta per fermare il progetto di Greg di arruolarsi nell'esercito. Ma una volta arruolato, l'atteggiamento arrogante di Greg fa sì che le altre reclute vogliano cacciarlo dal campo di addestramento. Nel frattempo, l'incinta Abby organizza un baby shower per il figlio in arrivo.
- Ascolti USA: 13 760 000 telespettatori[27]

## Emergenza ostetrica
- Titolo originale: Midwife Crisis
- Diretto da: Gail Mancuso
- Scritto da: Sid Youngers (sceneggiatura), Rachel Sweet (sceneggiatura) e Chuck Lorre (soggetto)

### Trama
Il parto di Abby è una vera tortura per Dharma, che deve condividere il lavoro di ostetrica con una celebre scrittrice esperta di parto. Nel frattempo, anche Larry si comporta in modo infantile, dopo che Kitty ed Edward regalano ai futuri genitori un nuovo furgone.
- Ascolti USA: 12 230 000 telespettatori[28]

## Notti insonni
- Titolo originale: Sleepless in San Francisco
- Diretto da: Robert Berlinger
- Scritto da: Don Foster (sceneggiatura), Dava Savel (sceneggiatura), Susan Beavers (soggetto) e Bob Dolan Smith (soggetto)

### Trama
Abby chiude un occhio quando Dharma fa uno sforzo in più per prendersi cura del nuovo bambino della famiglia Finkelstein.
- Ascolti USA: 13 230 000 telespettatori[29]

## Tutto sesso non siamo inglesi
- Titolo originale: Mad Secretaries and Englishmen
- Diretto da: Robby Benson
- Scritto da: Julie Larson (accreditata come Julie Ann Larson) (sceneggiatura), David Regal (sceneggiatura), Bill Prady (soggetto) e Eddie Gorodetsky (soggetto)

### Trama
La vita amorosa di Dharma e Greg soffre perché nessuno dei due riesce a trattenersi dall'aiutare gli altri con i propri problemi d'amore, inclusa Marlene, la segretaria pazza e innamorata di Greg. La loro fuga romantica viene rimandata in modo che Dharma possa far incontrare Marlene con l'ex flaccido di Jane. Nel frattempo, Abby escogita un piano per fare soldi e sfamare Harry allo stesso tempo.
- Ascolti USA: 11 920 000 telespettatori[30]

## Charma ama Greb
- Titolo originale: Charma Loves Greb
- Diretto da: Gail Mancuso
- Scritto da: Don Foster (sceneggiatura), Dava Savel (sceneggiatura) e Bill Prady (soggetto)

### Trama
Dharma si rende conto che avrebbe dovuto lasciare le cose come stavano quando la festa a sorpresa di Greg rischia di portare i Finklestein e i Montgomery alle mani.
- Ascolti USA: 12 200 000 telespettatori[31]

## Dharma sul ring
- Titolo originale: Boxing Dharma
- Diretto da: Robert Berlinger
- Scritto da: Rachel Sweet (sceneggiatura), Julie Larson (accreditata come Julie Ann Larson) (sceneggiatura) e Bill Prady (soggetto)

### Trama
Dharma, con rammarico, dà sfogo alla sua rabbia nascosta e alla sua passione per la boxe quando una donna la sfida a una rissa da bar. Nel frattempo, Larry dà per scontato il suo rapporto familiare con il capo.
- Ascolti USA: 15 120 000 telespettatori[32]

## Le modelle di Pete
- Titolo originale: Dutch Treat
- Diretto da: Asaad Kelada
- Scritto da: Bill Prady (sceneggiatura), Jenna Bruce (sceneggiatura) e Rachel Sweet (soggetto)

### Trama
Quando Dharma e Greg non sono d'accordo sul ruolo da modello per il loro giovane amico del college Donald, decidono di sperimentare l'indipendenza per la prima volta dall'inizio del loro matrimonio. Quando la situazione si fa davvero tesa, solo un sogno oscuro e una visita di Abraham Lincoln possono colmare il divario.
- Ascolti USA: 12 470 000 telespettatori[33]

## Il segreto di Greg
- Titolo originale: The Box
- Diretto da: Asaad Kelada
- Scritto da: Chuck Lorre (sceneggiatura), Dava Savel (sceneggiatura) e Susan Beavers (soggetto)

### Trama
Dharma inizia a perdere la calma quando non riesce a capire cosa Greg abbia nascosto nella sua scatola dei ricordi; e Larry fa di tutto per trovare un pensierino per Abby.
- Ascolti USA: 11 560 000 telespettatori[34]

## Avvocato delle cause perse
- Titolo originale: Let's Get Fiscal
- Diretto da: J.D. Lobue
- Scritto da: Chuck Lorre (sceneggiatura), Bill Prady (sceneggiatura), Sid Youngers (soggetto) e Julie Larson (accreditata come Julie Ann Larson) (soggetto)

### Trama
Dharma, con rammarico, chiede consiglio ad Edward in ambito commerciale quando il fondo nero della cooperativa si rivela inutile, mentre Greg lavora con un avvocato di grande successo con cui Dharma era uscita in passato.
- Ascolti USA: 10 770 000 telespettatori[35]

## Lezioni private (1ª parte)
- Titolo originale: Educating Dharma (1)
- Diretto da: Chuck Lorre
- Scritto da: Don Foster (sceneggiatura), Sid Youngers (sceneggiatura) e Susan Beavers (soggetto)

### Trama
Quando Dharma decide di iscriversi all'università, incontra un professore che suscita in lei alcuni sentimenti che potrebbero compromettere il suo matrimonio.
- Ascolti USA: 12 400 000 telespettatori[36]

## Lezioni private (2ª parte)
- Titolo originale: Educating Dharma (2)
- Diretto da: J.D. Lobue
- Scritto da: Don Foster (sceneggiatura), Jenna Bruce (sceneggiatura) e Susan Beavers (soggetto)

### Trama
Dharma deve fare i conti con il suo senso di colpa nei confronti di Charlie e decidere in quale direzione far andare la relazione.
- Ascolti USA: 12 800 000 telespettatori[37]

## Dharma fa Dallas
- Titolo originale: Dharma Does Dallas
- Diretto da: Robert Berlinger
- Scritto da: Bill Prady (sceneggiatura), Eddie Gorodetsky (sceneggiatura) e Chuck Lorre (soggetto)

### Trama
Dharma fa la conoscenza dei cugini acquisiti disfunzionali di Greg, giusto in tempo per impedire a Edward di commettere un errore enorme nella scelta del suo successore alla guida dell'azienda.
- Ascolti USA: 11 090 000 telespettatori[38]

## Fantasmi del passato
- Titolo originale: Judy & Greg
- Diretto da: Jonathan Schmock
- Scritto da: Chuck Lorre (sceneggiatura), Eddie Gorodetsky (sceneggiatura) e Sid Youngers (soggetto)

### Trama
In fuga dal discorso di Kitty sul restauro dell'architettura vittoriana, Dharma trascina Greg a una rimpatriata di ex liceali della classe dell'81, assumendo le identità di Todd e Judy, che non si sono presentati. È sconcertata nello scoprire che tutti i presenti detestano "Judy" per le cose terribili che ha fatto loro al liceo, e decide che l'universo vuole che lei faccia ammenda visitando ciascuna delle ex vittime di Judy e chiedendo scusa. Quando questo non funziona, rintraccia la vera Judy per un confronto. Nel frattempo, Larry offre a Edward consigli su come rivitalizzare il lato sessuale del suo matrimonio e incoraggia Abby a fare lo stesso per Kitty, ma il loro consiglio ("lascia che sia l'altro a fare la prima mossa") porta a una situazione di stallo.
- Ascolti USA: 12 270 000 telespettatori[39]

## La dea del biliardo
- Titolo originale: Do the Hustle
- Diretto da: Gail Mancuso
- Scritto da: Chuck Lorre (sceneggiatura), Sid Youngers (sceneggiatura) e Jenna Bruce (soggetto)

### Trama
Dharma trova il modo di legare con Kitty – e di guadagnare un po' di soldi – dopo aver scoperto le abilità segrete della suocera come giocatrice di biliardo. Greg, nel frattempo, corre per la città alla ricerca di un topo sostitutivo dopo aver ucciso l'amato animale domestico di sua moglie.
- Ascolti USA: 13 810 000 telespettatori[40]

## Studio legale Dharma e Pete
- Titolo originale: For Pete's Sake
- Diretto da: Asaad Kelada
- Scritto da: Susan Beavers (sceneggiatura), Julie Larson (accreditato come Julie Ann Larson) e Bill Prady (soggetto)

### Trama
Greg parte per due settimane per la Riserva dell'Esercito e Dharma inizia a installare una finestra passante tra la cucina e il soggiorno. Inoltre, nel tentativo di aumentare l'autostima di Pete, Dharma commette l'ingenuo errore di convincere Greg a lasciare lo studio nelle mani incapaci di Pete.
- Ascolti USA: 13 010 000 telespettatori[41]

## Questione di stile
- Titolo originale: Kitty Dearest
- Diretto da: Joel Murray
- Scritto da: Bill Prady (sceneggiatore), Jenna Bruce (sceneggiatore) e Chuck Lorre (soggetto)

### Trama
Greg perde la calma con Kitty dopo un altro dei suoi tediosi eventi di beneficenza, creando il gelo tra la madre e il figlio, entrambi testardi. Mentre Dharma cerca di far rivivere l'amore, Kitty esce e si procura un bambino migliore.
- Ascolti USA: 12 390 000 telespettatori[42]

## La storia di K
- Titolo originale: The Story of K
- Diretto da: Thomas Gibson
- Scritto da: Bill Prady (sceneggiatura), Susan Beavers (sceneggiatura) e Chuck Lorre (soggetto)

### Trama
Il tentativo di Kitty di scrivere romanzi erotici lascia Edward esausto, mentre il suo editor (Dharma) scopre che il lavoro ne risente quando la coppia gioca troppo. Nel frattempo, Greg evita completamente il problema immergendosi nella costruzione di un modellino di nave.
- Ascolti USA: 13 110 000 telespettatori[43]

## Calypso e banane
- Titolo originale: Pride and Prejudice
- Diretto da: J.D. Lobue
- Scritto da: Rachel Sweet (sceneggiatura), Eddie Gorodetsky (sceneggiatura) e Tor Alexander Valenza (soggetto)

### Trama
La paranoia di Dharma raggiunge un nuovo apice quando scopre i suoi pregiudizi nei confronti delle persone più piccole.
- Ascolti USA: 11 100 000 telespettatori[44]

## Naso Rosso Pollice Verde
- Titolo originale: How This Happened
- Diretto da: Jonathan Schmock
- Scritto da: Don Foster (sceneggiatura), Sid Youngers (sceneggiatura), Bill Prady (soggetto) e Rachel Sweet (soggetto)

### Trama
Un semplice giardino su un terreno di proprietà di Montgomery scatena una guerra di rose (e coccinelle) tra Kitty e gli amici hippie di Dharma. Nel frattempo, Dharma si sporca le mani aiutando uno dei dipendenti di Ed, licenziato ingiustamente, a rimettere insieme la sua vita, che gli piaccia o no.
- Ascolti USA: 11 350 000 telespettatori[45]

## La Lettera (1ª parte)
- Titolo originale: The End of the Innocence (1)
- Diretto da: Ted Lange
- Scritto da: Bill Prady (sceneggiatura), Rachel Sweet (sceneggiatura), Chuck Lorre (soggetto) e Susan Beavers (soggetto)

### Trama
Dharma trascina Greg da una psicologa di coppia dopo che quest'ultimo ha ritrovato una lettera d'amore perduta del vecchio tutor universitario di lei. Ma quando Dharma si rifiuta di evitare l'altro uomo, Greg prende una posizione che potrebbe causare la separazione tra la coppia male assortita.
- Ascolti USA: 12 120 000 telespettatori[46]

## La Lettera (2ª parte)
- Titolo originale: The End of the Innocence (2)
- Diretto da: Joel Murray
- Scritto da: Don Foster (sceneggiatura), Sid Youngers (sceneggiatura), Chuck Lorre (soggetto) e Bill Prady (soggetto)

### Trama
Dopo aver sorpreso Dharma a frequentare innocentemente Charlie, il suo vecchio tutor universitario e corteggiatore respinto, Greg, infuriato, se ne va. Ma l'equivoco si trasforma in una crisi, quando entrambi si ritrovano coinvolti nell'organizzazione dell'imminente matrimonio dei loro amici in comune, costringendo Greg a rivalutare seriamente il suo matrimonio folle. Ma quando finalmente vede la luce, potrebbe essere troppo tardi.
- Ascolti USA: 13 520 000 telespettatori[47]